# أوفسايد (شركة)
أوفسايد، ورسميًا أوفسايد كي إس إيه، هي شركة مستلزمات رياضية سعودية مملوكة لراية التحدي للاستثمار، مقرها في مدينة الخُبر. ولها فروع أخرى في كل من الرياض والدمام والأحساء والجبيل وخميس مشيط.

## الرعاية
تقوم شركة أوفسايد برعاية وتوريد العديد من الفرق الرياضية داخل وخارج السعودية.

### كرة القدم
آخر تحديث: 28 مارس 2024

#### المنتخبات الوطنية
- بوليفيا
- اليمن[1]

#### الأندية
- أبها[2]
- الجبلين
- الشباب
- الطائي
- العين
- هجر
- الوحدة[3]

## وصلات خارجية
- الموقع الرسمي (بالعربية)